# يزيد بن رقيش
يزيد بن رقيش (المتوفي سنة 12 هـ) صحابي بدري، من بني أسد بن خزيمة، كان حليفًا لبني عبد شمس بن عبد مناف في الجاهلية. أسلم يزيد بن رقيش، وهاجر إلى يثرب، وشارك مع النبي محمد في غزواته كلها، وبعد وفاة النبي محمد، شارك في حروب الردة، وقُتل في معركة اليمامة.